# Омол (парк)
Омол се нарича градският парк в Кубрат. Той е създаден през 1962 г. и съхранява в границите си ценно разнообразие от растителни видове. Носи името на шведския град Омол, с който Кубрат е побратимен.

## География
Паркът заема площ от 21 декара в градския център между улиците „Цар Симеон“, „Цар Освободител“ и Републикански път II-49. В района на парк „Омол“ се разполагат сградите на Община Кубрат, Районно полицейско управление – Кубрат, Читалище „Св. св. Кирил и Методий“, СОУ „Христо Ботев“, православен храм „Св. св. Кирил и Методий“, както и други културни обекти и паметници.

## Флора и фауна
В парка се срещат над 50 вида растителни видове от които 33 са дървета и храсти (бял бор, чер бор, кипарис, хемикипарис, туя, тис, черна мура, ливански кедър, смърч, чинар, златен дъжд, явор, топола, маклура, акация, конски кестен, копривка, гинко билоба, полски ясен, шестил, бреза, върба, див рошков, липа, орех и други), които не могат да се видят на друго място в града. Дивият рошков е единственият защитен растителен вид на територията на града и предизвиква вниманието на средношколците и любителите на природата. В парка гнездят различни видове птици: сойка, обикновен славей, голям пъстър кълвач, лястовица, дрозд, кос, врабче и гугутка. От бозайниците се среща катерицата.

## Съвременно състояние
През 2013 е проведена архитектурна реконструкция на парка на стойност 881 308 лева. Средставата са отпуснати по мярка „Обновяване и развитие на населените места“ по програмата за развитие на селските райони, като местната администрация участва с 20% принос, поемайки ангажимент за експлоатацията и поддръжката на обекта. Изградени са зелени и водни площи, фонтан, декоративни храсти степенувани по височина и цветове от различни видове като юниперус, юка и евонимус. 
- Православен храм "Св. св. Кирил и Методий
- Паметник на Христо Ботев в парка